# Jean-Pierre Bernard
Jean-Pierre Bernard (* 22. Januar 1933 als Jean-Pierre Guive Brodkorb in Paris; † 7. Juli 2017 ebenda) war ein französischer Schauspieler.

## Leben
Bernard wurde am Conservatoire national supérieur d’art dramatique ausgebildet. Über den Verlauf seiner gesamten Karriere blieb er dem Theater treu, unter anderem spielte er unter Roger Planchon am Théâtre National Populaire. Sein Spielfilmdebüt hatte er 1964 in Maurice Cloches Kriminalfilm Interpol jagt leichte Mädchen an der Seite von Pierre Mondy. Seine wohl bekannteste Rolle beim deutschsprachigen Filmpublikum war die des Bergsteigers Jean-Paul Montaigne im Clint Eastwood-Actionfilm Im Auftrag des Drachen aus dem Jahr 1975. 1981 war er an der Seite von Jean-Louis Trintignant in Eine Angelegenheit unter Männern zu sehen, im darauf folgenden Jahr hatte er eine kleine Rolle in Die Legion der Verdammten mit Lino Ventura in der Hauptrolle. Zu seinen Fernsehrollen zählten Gastauftritte in den Serien Mit Schirm, Charme und Melone, Kommissar Moulin und Auf eigene Faust.
Bernard war in den 1960er Jahren mit der Schauspielerin und Sängerin Magali Noël verheiratet, aus der Ehe ging eine Tochter hervor. Er starb nach langer Krankheit im Alter von 84 Jahren in Paris und fand seine letzte Ruhe in Entrechaux.

## Filmografie (Auswahl)

### Film
- 1964: Interpol jagt leichte Mädchen (Requiem pour un caïd)
- 1971: Raphael, der Wüstling (Raphaël ou le débauché)
- 1975: Im Auftrag des Drachen (The Eiger Sanction)
- 1981: Eine Angelegenheit unter Männern (Une affaire d'hommes)
- 1982: Die Legion der Verdammten (Les misérables)
- 1985: Todes-Brigade (Brigade des moeurs)
- 1985: Der seidene Schuh (Le soulier de satin)
- 1988: Mein Freund, der Verräter (Mon ami le traître)
- 2002: Monique

### Fernsehen
- 1967: Allô Police
- 1977: Mit Schirm, Charme und Melone (The New Avengers)
- 1982: Kommissar Moulin (Commissaire Moulin)
- 1984: Julien Fontanes, Untersuchungsrichter (Julien Fontanes, magistrat)
- 1990: Cyrano de Bergerac
- 1992: Auf eigene Faust (Force de frappe )
- 1994: Maigret
- 2001: Kommissar Navarro (Navarro)